# Fiesta de San Roque (Alhaurín el Grande)
La Fiesta de San Roque es una celebración que tiene lugar en la localidad de Alhaurín el Grande (Málaga) España.
La devoción a este santo tuvo gran importancia en el pasado. Los habitantes de esta localidad levantaron en su honor una capilla u oratorio situada en el Camino de Antequera, la cual  se hallaba ya construida en el siglo XVII. En esta misma centuria son muy numerosos los testamentos de alhaurinos que realizan encargos de misas de ánima a la talla.
Como consecuencia de las desamortizaciones, el templo fue derruido en la primera mitad del siglo XIX, pasando la imagen a venerarse en la Ermita de San Sebastián, donde recibió culto por parte de la Hermandad de Nuestro Padre Jesús Nazareno hasta su destrucción en julio de 1936 como consecuencia de la guerra civil española. No obstante, el imaginario colectivo ha hecho llegar hasta la actualidad el topónimo de "Cruz de San Roque", que aún denomina al lugar donde se erigió el pequeño templo. En enero de 2007 la Vicaría de Roma concedió sobre la base de estos motivos históricos y devocionales a la Hermandad de Nuestro Padre Jesús Nazareno una reliquia ex-osibus del santo, la cual desfila en la actualidad cada Viernes Santo junto a otra de Santo Domingo de Guzmán en un relicario doble situado en el frontal del trono de María Santísima del Mayor Dolor, sagrada titular de dicha corporación nazarena.
- Datos: Q5861686